# Bitka za Dorostoru
Bitka za Dorostoru se vodila između Bizanta i Kijevske Rusije 971. godine. Ova skupina bitaka je postala povijesna prekretnica cijele regije.

## Predigra
Između druge polovice 9. stoljeća i druge polovice 10. stoljeća predstavnici dinastije Rjurikoviča su uspjeli osvojiti velika prostranstva Rusije od današnjeg Sankt Peterburga pa sve do Crnog i Kaspijskog mora. Na čelo ove moćne države 942. godine dolazi kijevski knez Svjatoslav koji će utrostručiti prvobitni državni teritorij.
S druge strane u Bizantu je 963. godine car postao proslavljeni general Nikefor II. Foka. Za njega diplomacija i njene norme su bile nešto potpuno beznačajno što će dovesti do velikog broja diplomatskih incidenata. Jedan od njih će biti obustava plaćanja danka Bugarskoj 966. što dovodi na opće carevo iznenađenje do objave rate. Kako je cijela karijera Nikefora bila posvećena ratu s Arapima ova objava rata će dovesti do improvizacije ili bolje govoreći kupovine kijevske vojne pomoći koja bi trebala napasti Bugarsku sa sjevera. 
Svjatoslav se na ovu ekspediciju uputio s 50 000 - 60 000 vojnika koji su tijekom prve bitke kod Dorostoruma 968. godine ostvarili potpunu pobjedu nad Bugarima. Oduševljen i istovremeno zabrinut potpunim kijevskim uspjehom car Nikefor se zahvalio Svjatoslavu na pomoći i zamolio ga da napusti Bugarsku. U odgovoru Svjatoslav je poslao ultimatum Bizantu da mu prepusti sve posjede u Europi zajedno Carigradom ili će se njihove države naći u ratu.  Kako bi svima postalo jasno da to misli ozbiljno Svjatoslav je 969. godine protivno željama bojara i svoje majke premjestio svoj glavni grad iz Kijeva u Perejaslavec na ušću Dunava. Kako bi odobrovoljio bojare on također dijeli svoje ruske zemlje na tri dijela među svojim sinovima. Gotovo istovremeno u Carigradu dolazi do dvorskog puča i na čelo države stupa novi general Ivan I. Cimisk.

## Bitka
Do prve bitke ovog rata dolazi 970. godine kada su na samo 100 kilometara od Carigrada bizantske snage uspjele zaustaviti četiri puta brojnijeg protivnika. Posljedica ove prve pobjede postaje Svjatoslavovo napuštanje Perejaslaveca i premještanje svoga središta u bolje utvrđeni Dorostorum. Sljedeće godinu novi general-car Bizanta je pokrenuo veliki vojni pohod s ciljem potpunog uništenja protivnika. Kako bi spriječio dolazak pojačanja iz Kijeva kao i mogućnost Svjatoslavovog bijega on šalje svoju mornaricu kako bi blokirala Dunav. 
Prva od grupe bitaka koje se vode oko Dorostorum se dogodila 12. travnja 971. kada Ivan I. Cimisk tek uz pomoć garde pobjeđuje kijevske trupe vođene od svojih generala. Sam Svjatoslav je odlučio dočekati svoga protivnika kod Dorostoruma kada bi u teoriji njegove odmorne trupe trebale imati prednost nad Bizantskim koje će biti umorne od prve bitke i dugog marširanja.
Ta druga, a najvjerojatnije i odlučujuća bitka se vodila 23. travnja 971. godine pred zidinama Dorostoruma. Zavisno od gledišta povjesničara ona je završila pobjedom Bizanta ili nerješenim ishodom pošto niti jedna vojska nije ostvarila svoj cilj. Gledajući iz perspektive Bizanta njihova konjica nije uspjela probiti bojni red kijevskog pješaštva kojoj je odgovarao teren, dok iz kijevske perspektive njihovo pješaštvo nije uspjela potući veoma pokretljivu neprijateljsku konjicu. Rezultat toga je ipak u konačnici bila Bizantska taktička pobjeda pošto je Svjatoslav ostao u Dorostorumu kojega se tada našao u opsadi. Bez obzira na to njegova vojska nije bila uništena tako da nekoliko dana poslije u iznenadnom napadu uništava opsadne sprave Bizanta. U očaja zbog gladi koja će uskoro nastupiti unutar gradskih zidina tamošnje kijevske i bugarske trupe (koje su lojalne Kijevu) će vršiti i ljudske žrtve kako bi odobrovoljili bogove. To im neće pomoći tako da se Svjatoslav odlučio na čekanje prave prilike za posljednju bitku. 
Ona se ukazala 22. srpnja 971. godine kada se olujno nevrijeme spustilo na Dorostorum. U nadi da je to ona dugoočekivana prilika Svjatoslavova vojska je napustila Dorostorum i napala bizantsku vojsku. Ta oklada se veoma brzo pokazala kao odlučujuća greška pošto se kišno nevrijeme s jakim vjetrom pokazalo kao veća smetnja kijevskom pješaštvu nego bizantskoj konjici. Sljedećeg dana su počeli mirovni pregovori koji će potvrditi potpunu pobjedu Bizanta pošto će Svjatoslav prepustiti Bugarsku protivniku i istovremeno garantirati sigurnost bizantskih posjeda na Krimu.

## Nakon bitke
Na svom povratku kući ostaci vojske kneza Svjatoslava će biti napadnuti i uništeni od Pečeneza. Sam Svjatoslav će tada izgubiti život, a njegova država će ući u kratkotrajni građanski rat. Bez obzira na kasnije uspostavljanje unutrašnjeg mira nakon ovog rata sve do 19. stoljeća ruske države više nikada neće pokušati invaziju Balkana.
Bizant će s druge strane nakon kratke vladavine Ivana I. Cimiska doći u svoje zlatno doba tijekom gotovo pola stoljeća vladavine Bazilija II.
Ove obje države će nakon druge polovine 11. stoljeća ući u spiralu propadanja nakon koje se više nikada neće oporaviti.